# Dicranomyia mattheyi
Dicranomyia mattheyi là một loài ruồi trong họ Limoniidae. Chúng phân bố ở miền Cổ bắc.